# Ayman Shawky
Ayman Shawky Konsowa (arabe : أيمن شوقي), né le 9 décembre 1962 en Égypte, est un footballeur professionnel égyptien qui évoluait au poste d'attaquant.

## Biographie
Ayman Shawky a joué pour les clubs égyptien d'Al Koroum entre 1982 et 1995 puis à Al Ahly SC entre 1984 et 1994, enfin au Zamalek de 1994 jusqu'à sa retraite en 1996. Il finit meilleur buteur du championnat pendant la saison 1983/84 avec 8 buts.[réf. souhaitée]
Il est aujourd'hui professeur et entraîneur à l'Université islamique saoudienne de Virginie aux États-Unis.

## Palmarès
- Al Ahly
  - 6 Championnats d'Égypte
  - 5 Coupes d'Égypte
  - 1 Ligue des champions de la CAF
  - 3 Coupe d'Afrique des vainqueurs de coupes
  - 1 Coupe Afro-Asiatique
- Zamalek
  - 1 Ligue des champions de la CAF
- Personnel
  - Meilleur buteur du championnat d'Égypte (1983/1984) (8 buts)
  - 15 buts marqués en coupe d'Afrique des clubs (4e meilleur buteur)